# (8155) Battaglini
(8155) Battaglini es un asteroide perteneciente al cinturón de asteroides, descubierto el 17 de agosto de 1988 por el Equipo del Observatorio de San Vittore desde el propio observatorio, en Italia.

## Designación y nombre
Fue designado inicialmente como 1988 QA.
Más adelante, en 1999 fue nombrado en memoria de Giuseppe Battaglini (1826-1894), matemático italiano. Profesor universitario de geometría superior en Nápoles y Roma, fue fundador del Giornale di Matematiche ad uso degli Studenti delle Università Italiane. Introdujo a Italia en la geometría no euclidiana de Lobachevski, y sus traducciones de algunos de los textos de Todhunter fueron utilizadas durante muchos años por estudiantes universitarios italianos.

## Características orbitales
Battaglini orbita a una distancia media del Sol de 2,670 ua, pudiendo acercarse hasta 2,090 ua y alejarse hasta 3,250 ua. Tiene una excentricidad de 0,217 y una inclinación orbital de 2,519° grados. Emplea en completar una órbita alrededor del Sol 1593,57 días.

## Características físicas
Su magnitud absoluta es 13,89. Tiene un diámetro de 9,591 km y su albedo geométrico es de 0,077.